# USS Copahee (CVE-12)
L'USS Copahee (AVG-12/ACV-12/CVE-12/CVHE-12/CVU-12) est un porte-avions d'escorte de classe Bogue construit pour la marine américaine pendant la Seconde Guerre mondiale.

## Construction
Le Copahee est un des premiers navires de la Classe Bogue, des porte-avions d'escorte construits dans l'urgence au début du conflit. Il doit son nom à un bras de mer du littoral de Caroline du Sud, très proche de Charleston.

## Carrière
Affecté au théâtre du Pacifique, le Copahee effectue principalement des convoyages d'avions et de matériel. En septembre 1942, il débarque des appareils à Nouméa. Le mois suivant, il en livre d'autre à Henderson Field. Après un carénage en Californie, il effectue en 1943 de nouveaux voyages de livraisons d'avions vers les îles du sud-ouest du pacifiques, puis, à la fin de l'année, vers l'Australie. En 1944, il transporte des avions au profits des porte-avions d'escadre de la cinquième flotte, puis, l'été, réalise sa mission la plus mémorable, en transportant vers les États-Unis des avions japonais capturés qui peuvent alors être étudiés et évalués. Après un deuxième carénage, le navire reprend les missions de livraisons d'avions, puis, après la capitulation du Japon, participe au rappatriement des soldats (opération Magic Carpet).

## Décoration
Le navire a reçu une Battle Star.  

## Fin de vie
Placé en réserve peu après la fin de la guerre, jamais remobilisé, il est ferraillé en 1969, ou en 1961 selon d'autres sources.